# Bosintang

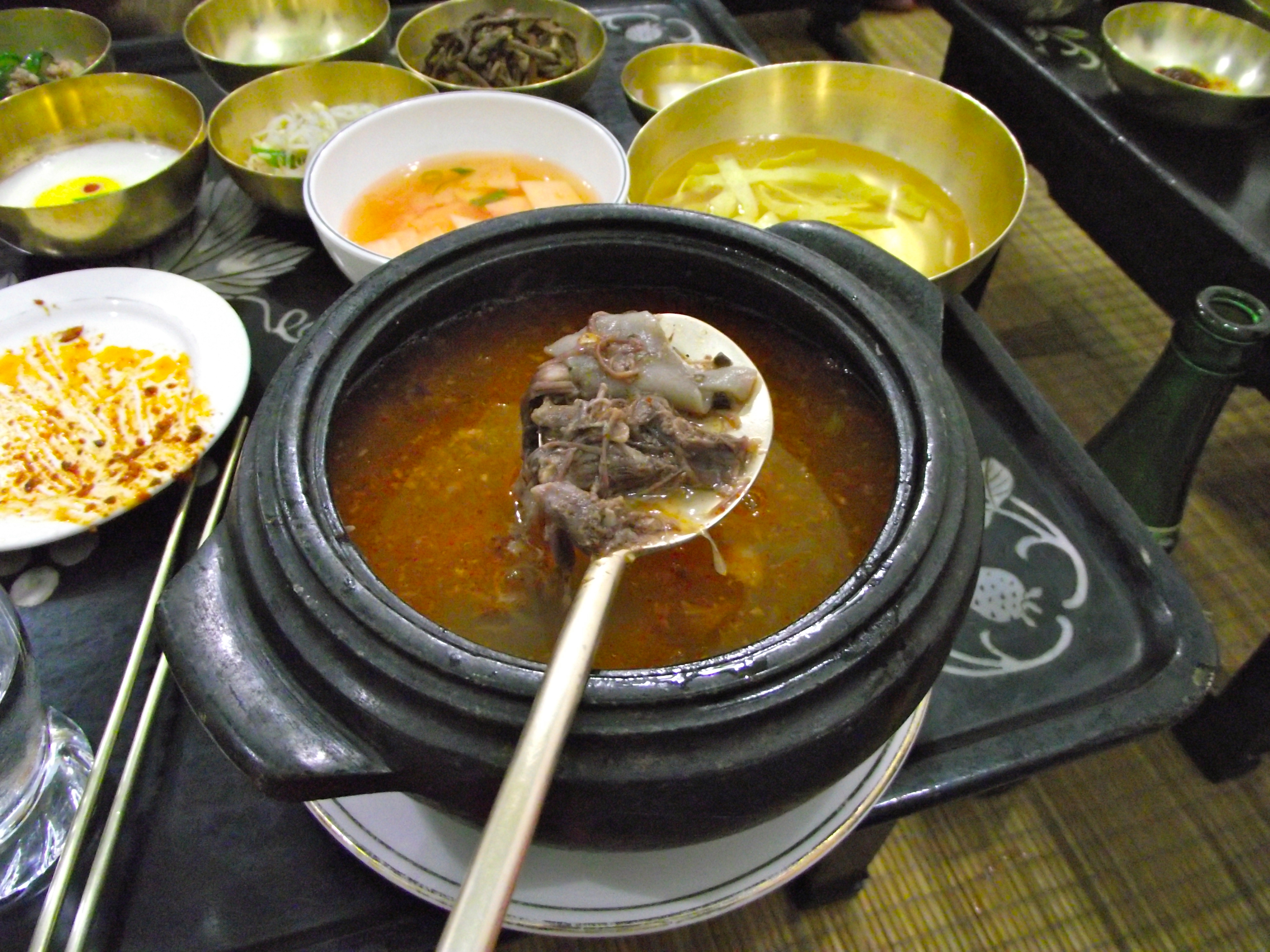
Tan’gogiguk in einem Restaurant in Kaesong.

Bosintang (Hangeul: 보신탕, Hanja: 補身湯) ist ein koreanisches Suppengericht mit Hundefleisch – auch in den Schreibweisen Boshintang, Poshintang oder Poshint’ang, was „belebende Suppe“ bzw. „Ausdauer-Suppe“ bedeutet. Weiterhin wird das Gericht auch als Gaejangguk (개장국) oder Kaejang-guk bezeichnet. In Nordkorea wird der Begriff Tan’gogiguk (단고기국) verwendet. Hundefleisch wird am häufigsten in Form eines Eintopfs oder einer Suppe (Tang) verzehrt und selten in anderen Formen.

## Zubereitung
Hundefleischsuppe wird in verschiedenen Varianten zubereitet, am häufigsten jedoch als sehr scharfe Kaejang-guk. Das Hundefleisch wird in der Regel nicht gehäutet, sondern nur das Fell abgesengt und die Haut gesäubert. Das Fleisch muss mehrere Stunden kochen. Zutaten sind Frühlingszwiebeln, Taro, Wasserfenchel, Perillablätter und -samen, Ingwer, Sojasauce, und Chilipulver, und manchmal werden Hühnerfleisch und Bambussprossen dazugegeben. Dazu serviert man Kimchi, rohe Möhren- und Gurkensticks sowie Chilischoten, das rohe Gemüse wird in Toenjang getunkt. Als Getränk passt Soju. Man glaubt, dass sehr scharfe Hunde- oder auch Hühnersuppen (samgye t'ang) helfen, die heißen und feuchten Sommermonate zu ertragen bzw. das Ki auszubalancieren.

## Geschichte
Der Verzehr von Hundefleisch hat in Korea eine lange Geschichte, die bis in die Zeit der drei Reiche (57 v. Chr. Bis 676 n. Chr.) zurückverfolgt werden kann. Danach, während der buddhistisch geprägten Goryeo-Dynastie (918–1392) verlor das Hundefleisch vorübergehend an Popularität. Während der Joseon-Dynastie (1392–1910) wurde der Konfuzianismus zur staatlichen Ideologie und ebnete den Weg für die Wiederaufnahme von Hundefleisch als Nahrung. Die Konfuzianer bevorzugten das Fleisch so sehr, dass es nach mündlicher Überlieferung als „Fleisch der Konfuzianer“ bezeichnet wurde. Dies erklärt sich dadurch, dass nach dem Buch der Riten die Hunde in drei Klassen eingeteilt werden: Jagdhunde, Wachhunde und Lebensmittel. Während dieser Zeit wurde Hundefleisch auf viele Arten serviert, einschließlich Gaejangguk (der ursprüngliche Name für Hundesuppe, auch kaejangguk geschrieben), Sukukuk (in Wasser gekochtes Fleisch), Sundae (Blutwurst), Kui (gebratenes Fleisch) und Gaesoju (ein Tonikum, aus dem ganzen Hund gekocht).
In Ostasien war Hundefleisch seit jeher sowohl ein Medikament als auch ein Lebensmittel, da schon immer großes Interesse an den medizinischen Eigenschaften von Lebensmitteln besteht. Im Donguibogam („geschätztes Spiegelbild östlicher Medizin“), geschrieben von dem königlichen Arzt Hoh Jun (1546–1615), werden die medizinischen Eigenschaften verschiedener Teile des Hundes angegeben. Hier heißt es zum Beispiel, dass der Penis des Hundes dazu beiträgt, die Impotenz des Mannes zu überwinden, und dass das Hundeherz zur Behandlung von Depressionen und Wut gegessen werden kann. Hundefleisch ist in der Heiß-Kalt-Klassifizierung von Lebensmitteln „heiß“ und daher gut für das Yang, den männlichen, heißen, extrovertierten Bestandteil der menschlichen Natur (im Gegensatz zum weiblichen, kühlen, introvertierten Yin).

## Namensänderungen aufgrund von Protesten
Den ersten Anstoß gegen den Verzehr von Hundefleisch in Südkorea hatte die in Österreich geborene Ehefrau von Südkoreas erstem Präsidenten Rhee Syng-man gegeben, was jedoch im Jahr 1945 nur zu einer kosmetischen Veränderung führte: die Umbenennung des Hundeeintopfs von „Gaejangguk“ zu „Boshintang“. Jegliche öffentliche Missbilligung des Verzehrs von Hundefleisch verschwand während des Koreakrieges (1950–1953), als die Menschen angesichts großer Nahrungsmittelknappheit auf Hunde als wertvolle Proteinquelle angewiesen waren.
In den 1980er Jahren leitete die Schauspielerin Brigitte Bardot eine internationale Kampagne gegen den Hundefleischverzehr. Dies führte im Juni 1984 zur Verabschiedung des Gesetzes über Lebensmittelhygiene, in dem erklärt wurde, dass Restaurants keine Lebensmittel verkaufen dürfen, die als „widerlich, abstoßend, ungesund oder unhygienisch“ gelten, wie zum Beispiel Suppen oder gewürzte Brühen aus Fleisch oder andere Materialien von Hunden, Schlangen, Eidechsen oder Würmern. Zuwiderhandlungen gegen das Gesetz würden eine Verwarnung ohne Strafe und dann eine 7-tägige Aussetzung des Geschäftsbetriebs für jede weitere Straftat nach sich ziehen, was jedoch nicht aktiv umgesetzt wurde. Im November 1996 entschied ein koreanisches Berufungsgericht, dass Hundefleisch grundsätzlich als Nahrung verzehrt werden darf. Brigitte Bardots Engagement hatte somit lediglich zu einer neuen Bezeichnung für Hundesuppe geführt: „Bardot-Suppe“.
Während der Vorbereitungen für die Olympischen Spiele in Seoul im Jahr 1988 protestierten lokale und internationale Tierschutzorganisationen, ausländische Regierungen und die Massenmedien weltweit gegen die Schlachtung und den Verzehr von Katzen und Hunden. Die südkoreanische Reaktion verbot daraufhin den Verkauf von Hundefleisch auf Märkten, und Restaurants, die Hundefleisch servierten, wurden an Orte verlegte, wo keine Ausländer verkehrten. Die Hundefleischsuppe (Boshintang) bekam eine Vielzahl „attraktiverer“ Bezeichnungen: Youngyangtang („nahrhafte Suppe“), Kyejoltang („saisonale Suppe“) und Sagyetang („Suppe für alle Jahreszeiten“).
Im Vorfeld der Fußball-Weltmeisterschaft 2002, die Südkorea gemeinsam mit Japan veranstaltete, wurde erneut international und national Druck auf die südkoreanische Regierung ausgeübt, den Verzehr von Hunden und Katzen zu verbieten. Dies hatte jedoch einen umgekehrten Effekt gehabt: Ein Mitglied der regierenden Sae-cheonnyeon-minju-Partei forderte daraufhin strenge Standards für Schlachtung und Hygiene sowie die Trennung von Hunden in solche, die gegessen werden konnten und solche, die Haustiere waren. Dieses Gesetz wurde nicht verabschiedet. Ein Mitglied der wichtigsten Oppositionspartei Grand National Party schlug eine Erklärung vor, in der gefordert wurde, dass sich das Ausland nicht in die koreanische Tradition des Hundefleischessens einmischt, das ein einzigartiges Merkmal der koreanischen Kultur ist. Weitere Unterstützung für den Verzehr von Hundefleisch kam in Form der National Dog Meat Restaurant Association, die im Februar 2002 gegründet wurde und aus rund 150 Restaurants besteht, die Hundefleisch servieren. Kurz vor der Weltmeisterschaft gaben sie ihren Plan bekannt, kostenlose Proben von Boshintang und anderen Hundefleischprodukten an Fußballfans zu geben. Studenten der Universität Seoul hatten eine Website eingerichtet, um die Vorzüge von Hundefleisch hervorzuheben. Der Plan mit den Kostproben von Hundesuppe wurde jedoch auf Druck der Regierung aufgegeben.